# Agrypnia picta
Agrypnia picta är en nattsländeart som beskrevs av Friedrich Anton Kolenati 1848. Agrypnia picta ingår i släktet Agrypnia och familjen broknattsländor. Arten är reproducerande i Sverige. Utöver nominatformen finns också underarten A. p. tibetana.

## Bildgalleri

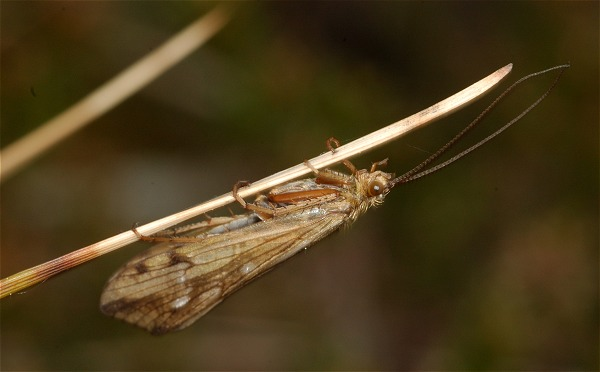